# George H. Christopher
George Henry Christopher (ur. 9 grudnia 1888 w pobliżu Butler, zm. 23 stycznia 1959 w Waszyngtonie) – amerykański polityk, członek Partii Demokratycznej.

## Działalność polityczna
W okresie od 3 stycznia 1949 do 3 stycznia 1951 przez jedną kadencję był przedstawicielem 6. okręgu, a od 3 stycznia 1955 do śmierci 23 stycznia 1959 przez dwie kadencje i 20 dni przedstawicielem 4. okręgu wyborczego w stanie Missouri w Izbie Reprezentantów Stanów Zjednoczonych.